# エクスペンダブルズ
『エクスペンダブルズ』（原題: The Expendables）は、2010年のアメリカのアクション映画。シルヴェスター・スタローンが監督とデヴィッド・キャラハムと共に共同脚本、そして主演も務めている。出演は、ジェイソン・ステイサム、ジェット・リー、ドルフ・ラングレン、ランディ・クートゥア、テリー・クルーズら。キャッチコピーは「最強無敵　凄い男たちが魂で見せる、巨大なる興奮と感動。」
2012年には続編の『エクスペンダブルズ2』が、2014年には第三作の『エクスペンダブルズ3 ワールドミッション』が、さらに2023年には第四作の『エクスペンダブルズ ニューブラッド』が公開された。

## ストーリー
ニューオーリンズに拠点を置くエリート傭兵団の「エクスペンダブルズ」は、ソマリアの海賊から人質を救う任務を行う。バーニー・ロス率いるチームは手際よく進めるが、好戦的で薬物依存症であったガンナーの暴走により、仲間や人質を危機に陥れる。結果として、仲間や人質の犠牲無く海賊の殲滅に成功するものの、バーニーはガンナーをチームから追放することを決める。
数日後、チームの仲介屋であるツールから仕事の依頼を受けたバーニーは、依頼主であるチャーチと名乗る男から中南米の小さな島国ヴィレーナの独裁者・ガルザ将軍の排除を依頼され、500万ドルで受ける。さっそくバーニーはクリスマスと共に偵察のために、メキシコ湾にある島ヴィレーナへと飛ぶ。2人は現地で軍の横暴を観察しつつ、案内人の美麗な女性・サンドラと落ち合う。彼女の案内でガルザ将軍の宮殿を偵察しようとする2人であったが、道中で軍に捕捉されてしまい、さらにサンドラが他ならぬガルザ将軍の娘であることが判明する。止むを得ず軍と交戦状態となったバーニーらは追手を排除しつつ、サンドラを連れて島からの脱出を図るが、故郷を想うサンドラはこれを拒絶し、2人だけでアメリカへ帰還する。
バーニーは島で得た情報から、依頼主の正体はCIAであり、真の目的はガルザ将軍ではなく、彼と協力している元CIAのエージェントであるジェームズ・モンローであることを知る。一旦は仕事を断ろうとするバーニーであったが、ツールとの会話を通してサンドラを救うことを決意する。そして独りで島へ戻ろうとするバーニーに対し、クリスマスは割に合わないとして反対するが、ヤンは助力を申し出る。空港へ向かうバーニーとヤンを、モンローの部下達が襲撃し、その中には、チームをクビにされたガンナーもいた。激しいカーチェイスの末に、ガンナー以外の排除に成功したバーニーらだったが、容赦ないガンナーに追い詰められる。そしてヤンがガンナーに殺られる直前、バーニーはあえて急所を外してガンナーの胸を撃ち、彼を諭した上で重要な情報を聞き出す。アクシデントを解決して空港へやってきたバーニーとヤンだったが、クリスマスら残りのメンバーが既に待っており、結局、チーム全員で島へ向かうこととなる。
島へ再潜入したバーニーらは、見張りを排除しつつ宮殿の地下に爆薬を仕掛けていく。一方、ガルザ将軍は兵士たちを鼓舞し、モンローとの決別を準備していた。モンローはガルザの命令を一旦は受けるものの、兵士への演説中に彼を撃ち殺した上で島からの脱出を図る。バーニーらは大勢の兵士らに包囲され絶体絶命のピンチに陥るものの、サンドラの無事を確認した上で爆薬を起動させ、その混乱の中で起死回生を計る。サンドラを連れて脱出を図るモンローをバーニーは追跡し、遂にはモンローの殺害とサンドラの救出を果たす。そして、バーニーはサンドラにヴィレーナを復興するためとして自分の大金を彼女に託し、島を出る。
ニューオーリンズに帰ってきたチームはツールの店で任務達成を祝う。その中にはガンナーもおり、共に祝った上で、セラピーに通うことを仲間たちに誓う。クリスマスとツールはナイフ投げの勝負を行っており、最後にクリスマスが大遠投して的にナイフを刺したところで物語は終わる。

## 登場人物・キャスト
キャラクター設定に関しては、キャストそれぞれの実生活のエピソードや事件を元にしており、パロディ要素も多い。
バーニー・ロス
演 - シルヴェスター・スタローン / 日本語吹替 - ささきいさお
傭兵部隊「エクスペンダブルズ」のリーダーで早撃ちの名手。冷静沈着な精神力を持ち、銃器などの火器の扱いから格闘、航空機などの乗り物の操縦まで精通する戦闘のエキスパート。愛車はバイクと防弾性抜群のピックアップ・トラック。バーニー・ロスは偽名で本名や国籍などは不明。トレンチいわく「ジャングル好き」。
リー・クリスマス
演 - ジェイソン・ステイサム / 日本語吹替 - 山路和弘
傭兵部隊「エクスペンダブルズ」のメンバーの一人でメンバー内の最年少。元SAS隊員であり、ナイフ術のエキスパート。クナイ型の両刃投げナイフや大型ボウイナイフを愛用する。自身の薄毛を他メンバーから度々からかわれている。他メンバーがアメリカンタイプのバイクを愛用する中、只一人ドゥカティ・デスモセディチ16RRに乗っている。
イン・ヤン
演 - ジェット・リー / 日本語吹替 - 池田秀一
傭兵部隊「エクスペンダブルズ」のメンバーの一人で中国名は陰陽（偽名）。少林拳などマーシャルアーツの使い手。低身長を他メンバーからよくからかわれるが、これを活かして狭い場所では相手よりも動ける有利性もある。何かと理由をつけては報酬のアップをロスにせがむが、必要のない殺しや暴力を嫌う一面も持つ。ガンナーとはメンバーの中でも特に仲が悪く、対立する事が多い。
ガンナー・ヤンセン
演 - ドルフ・ラングレン / 日本語吹替 - 大塚明夫
傭兵部隊「エクスペンダブルズ」のメンバーの一人で大柄な体格。射撃の名手で空手技なども使う。戦闘ではグレネードランチャーなどの重火器を好んで使っている。
自信家だが、戦闘におけるストレスから薬物依存症に陥っており、ソマリアにおける作戦にて交渉中に独断で攻撃を行った上、まだ息がある海賊の一味を処刑しようとするなどの暴走行為により、円満に解決できたはずの作戦を台無しにしたことでチームから追放される。
その後、追放された腹いせにロスらの標的であるガルザ将軍、モンロー一味に加担。バーニーとヤンを襲撃するが返り討ちで肩を撃たれ、モンロー一味に関する自分の知りうる情報をすべて話した。
しかしバーニーの温情で助命され、彼らと和解した後、ラストでは薬物依存症を克服してチームに無事復帰した。
トール・ロード
演 - ランディ・クートゥア / 日本語吹替 - 木下浩之
傭兵部隊「エクスペンダブルズ」のメンバーの一人。破壊工作のプロ。元レスラーであり、格闘技も得意としている。見た目に反してナイーブな性格でロスらの勧めでセラピーを受けている。
ヘイル・シーザー
演 - テリー・クルーズ / 日本語吹替 - 西凜太朗
傭兵部隊「エクスペンダブルズ」のメンバーの一人。チームのムードメーカーであり、武器のスペシャリストでもある。AA-12ショットガンを主に装備し、散弾のほか爆裂弾も使う。またナイフの代わりに剃刀を携帯している。
ツール
演 - ミッキー・ローク / 日本語吹替 - 安原義人
傭兵部隊「エクスペンダブルズ」のマネージャー兼タトゥーショップ&バーの経営者。元「エクスペンダブルズ」メンバーの一人でロスとは古くからの戦友。現役を退いたとはいえ、ナイフ投げの技術は未だに衰えておらずクリスマスと同等の腕を持つ。これまで51人の女性と交際してきたが、付き合っては直ぐに破局してしまう。
女性交際のエピソードはミッキー・ローク自身のパロディ。
サンドラ
演 - ジゼル・イティエ / 日本語吹替 - 本田貴子
南アメリカの小国、ヴィレーナにおいてロスらの案内人を担当することになった女性。凛々しくて知的で心優しい。独裁者であるガルザ将軍の娘でありながら独裁国家となったヴィレーナの平和を取り戻すため、ロスらに積極的に協力する。
絵を描くのが趣味で、ロスに自作の絵をプレゼントするのだが、この絵がロスにとってのキーアイテムとなる。
ジェームズ・モンロー
演 - エリック・ロバーツ / 日本語吹替 - 大塚芳忠
元CIA局員でCIAが絡むヴィレーナにおける麻薬利権の独占をたくらみ、ガルザ将軍らと結託して国の独裁と麻薬栽培の促進を進める。ヴィレーナ国民の命を全く軽視しており、国民の処刑などに一切の躊躇はない。
エクスペンダブルズの総攻撃の前に壊滅状態となったヴィレーナ軍を尻目に、サンドラを人質に逃亡しようとしたが、最期はバーニーの射撃とリーのナイフ攻撃を受けて、死亡する。
ダン・ペイン
演 - スティーブ・オースティン / 日本語吹替 - 楠大典
元CIA局員でモンローの右腕とも言える腹心の部下。格闘術のエキスパートで拷問も得意とするサディストで女を殴ったり水責めにすることにもまったく躊躇しない。
そのパワーはバーニーをも圧倒する程。最後は炎の中でトールとの一騎討ちとなり、服に引火して火だるまになり悶えているところに鉄拳を叩き込まれ死亡した。
ローレンス・"ザ・ブリット"・スパークス
演 - ゲイリー・ダニエルズ / 日本語吹替 - 斉藤次郎
元イギリス海兵隊員でモンローの部下の一人。マーシャルアーツの達人。サディストでペインと同じく拷問を得意とする。
ペインと共に脱出しようとしたバーニーとサンドラを捕らえるが、救出に駆けつけたエクスペンダブルズとの混戦の末にリーとヤンに倒され、死亡した。
ガルザ将軍
演 - デイヴィッド・ザヤス / 日本語吹替 - 池田勝
ヴィレーナの軍事独裁者。過去にモンローと結託し、クーデターを起こして島の全権を手に入れる。逮捕者の処刑に躊躇したり、娘であるサンドラを遠ざけることで命を助けようとするなど、根は善人である為モンローと違い非情に徹しきれない面がある。
サンドラと同じく絵を描くのが趣味で、劇中後半では戦化粧を施した戦士の絵を描き、直属の精鋭部隊の隊員達はこれに倣って戦化粧をした。
終盤、サンドラに手をかけようとしたモンロー達との決別を決意し、部下達にモンロー達の排除を呼びかけようとしたが、直後にモンローに射殺されてしまう。
ガルザ将軍の部下
演 - アントニオ・ホドリゴ・ノゲイラ、アントニオ・ホジェリオ・ノゲイラ
レイス
演 - カリスマ・カーペンター / 日本語吹替 - 田中敦子
リー・クリスマスの恋人。付き合いだして一年近く経つにもかかわらず、殆ど会えないばかりか職業すら明かさないリーに対して嫌気がさして浮気してしまい、それがリーにバレて愛想を尽かされそうになる。
しかし、その後その浮気相手がDV男で、顔を殴られて痣が出来たのを見られた為、相手の暴力を知って激怒したリーが浮気相手とその取り巻き達を瞬く間に叩きのめした光景を目の当たりにして、彼が何者なのか垣間見る。
チャーチ
演 - ブルース・ウィリス / 日本語吹替 - 中村秀利
CIAに属する本名不詳の男。ロス等にガルザ将軍の排除を依頼する。
チャーチの名前はロス等との接触場所が教会だったことに因んで付けた偽名。
トレンチ
演 - アーノルド・シュワルツェネッガー / 日本語吹替 - 玄田哲章
民間軍事会社の経営者。かつてはロスらと同じく傭兵をしていたが、商売敵だからか現在はあまり仲が良くない。
ロスと同じく、チャーチからガルザ将軍の排除を依頼されるが自殺行為であるとあっさり断ってしまう。
ロス曰く「大統領になる予定で忙しい」という。

## スタッフ
- 監督・脚本：シルヴェスター・スタローン
- 共同脚本：デイヴ・キャラハム
- 製作総指揮：ダニー・ディムボート、トレヴァー・ショート、ボアズ・デヴィッドソン
- 製作：アヴィ・ラーナー、ジョン・トンプソン、ケビン・キング
- 音楽：ブライアン・タイラー
- 撮影：ジェフリー・L・キンボール
- 衣装：リズ・ウルフ
- 編集：ケン・ブラックウェル、ポール・ハーブ
- 美術：フランコ・ジャコモ・カルボーネ

## 製作
主要場面は2009年2月よりコスタリカとアメリカのルイジアナ州で撮影される予定だった。この作品はライオンズゲートがニュー・イメージ/ミレニアム・フィルムズと作品契約を交わした2本の映画作品のうちのひとつである。スタローンはまた、取材に対し「ニュー・イメージ/ミレニアム・フィルムズと映画を作ることになって、私が心に描いた作品を、監督として映画化できる機会に恵まれた。彼らとパートナーになれて、またジェイソンやジェットと共演できてハッピーだ」と語った。また日本での試写会インタビューにてスタローンは、本作のコンセプトについては黒澤明監督の「七人の侍」を参考にしていると語っている。。
ジェット・リー、スタローンなどが撮影場所となるブラジルへ4月28日に入国したことを現地新聞が報じた。5月11日にはニューオリンズでの撮影が開始されたことが報じられた。撮影チームは6月までここで撮影を行う予定とされている。また、カメオ出演が予定されていたカリフォルニア州知事のアーノルド・シュワルツェネッガーについては、既にカリフォルニア州で撮影が終了していることも伝えられた。
出演者のドルフ・ラングレン曰く、製作費は8000万ドル。

### キャスティング
スタローンとラングレンの再共演は『ロッキー4/炎の友情』以来、実に25年ぶりとなる。
ミッキー・ロークが本作への出演を決めた最大の理由は、自身が役者として低迷してきた時期に、スタローンが主演作『追撃者』の敵役に起用してくれた恩返しであると語っている。
当初はブリタニー・マーフィーがミッキー・ローク演じる武器商人トゥールの恋人役に抜擢されていたが、キャラクター自体が脚本から削除されたことに伴い降板した。
登場人物の一人であるヘイル・シーザーは、スタローンが『デモリションマン』で共演したウェズリー・スナイプスが演じることを想定して創造されたが、後にフォレスト・ウィテカー用に書きなおされた。その後、ウィテカーがスケジュールの都合により降板すると、カーティス・ジャクソン（50セント）が候補に挙がったが、最終的にNFLのテリー・クルーズに決まった。
スティーヴン・セガールにカメオ出演が依頼されたが、プロデューサーのアヴィ・ラーナーと過去に苦い経験があったことから断られた。ジャン＝クロード・ヴァン・ダムにはスタローンが電話で直々に出演を依頼したがスケジュールの都合で断られている。ヴァン・ダムは後に「2」のヴィラン役で出演している。他に、カート・ラッセルにも出演依頼がされたが、「アンサンブル・キャストによる出演には興味が無い」として、断られた。

### 事故
スタローンはスティーブ・オースティンとの格闘シーンの撮影中に首の骨にヒビが入るケガを負った。このケガは完治せず、スタローンはこの撮影以来ノースタントに対して否定的なスタンスをとっている。

## 評価

### 興行成績
北米で2010年8月13日に公開され、週末3日間で約3482万ドルを記録し、初登場1位となった。これは、シルヴェスター・スタローンの監督作、及び主演作としても最高の成績である。またスタローンは史上初めて、1970年代、80年代、90年代、2000年代、10年代と、5つの年代で主演と脚本を務めた映画が北米公開初週末興行成績1位を達成した人物となった。公開2週目には、スタローン主演のアクション映画としては『デモリションマン』（1993年）以来17年ぶりとなる2週連続1位を達成した。公開36日目にはスタローン主演としては『ロッキー4/炎の友情』（1985年）以来25年ぶりとなる北米興行収入1億ドル超えを達成した。最終的には全世界累計の興行収入が合計2億7400万ドルのヒット作となった。

### 批評家の反応
Rotten Tomatoesでは、209件のレビューに基づく支持率は42％、平均評価は5.30/10となっている。Metacriticでは、35人の批評家による本作の平均スコアは100点満点中45点で、「賛否両論または平均的な評価」となっている。CinemaScoreの投票では、観客は本作にA+からFまでの評価で平均「B+」という評価を与えている。

## 続編
- エクスペンダブルズ2
- エクスペンダブルズ3 ワールドミッション
- エクスペンダブルズ・ゲーム